# Escudo del estado de Río de Janeiro
El escudo de armas del estado de Río de Janeiro fue creado a petición del entonces gobernador del estado, el general Paulo Torres, tan ampliamente reportado por los periódicos de la temporada. Fue instituido por la Ley 5.138, del 7 de febrero de 1963 y, posteriormente, revisado, descrito e interpretado por la Ley 5588, del 5 de octubre de 1965. El autor de la revisión fue Alberto Rosa Fioravanti, como lo demuestran los periódicos de la temporada.
- El escudo de armas tiene la forma tradicional de los escudos adoptados por el clero, oval - simbolizando los anhelos cristianos del pueblo fluminense – cortado. En la primera sección, ocupando la mitad superior, el azul, representando el cielo y simbolizando la justicia, la verdad y la lealtad, con la silueta de la Serra dos Órgãos (en español: Sierra de los Órganos), destacándose el pico Dedo de Deus (en español: Dedo de Dios); en la segunda sección, ocupando un cuarto de la altura del escudo, el verde, representado la Baixada Fluminense (en español: Bajada Fluminense); y en la tercera sección, ocupando el cuarto inferior, nuevamente, el azul, recordando el mar de sus playas.
- El escudo está rodeado por una cuerda de oro, simbolizando la unión de los fluminenses.
- Situado en el brocante, un águila de color natural, con las alas abiertas, en actitud de alzar el vuelo, representando al gobierno fuerte, honesto y justo, portador de un mensaje de confianza y esperanza a los rincones más remotos de nuestro estado; basado en un escudo redondo de azur, fajado y orlado de plata, respectivamente, con las inscripciones: "9 de abril de 1892", que figura en la faja, recordando la promulgación de la primera constitución del estado de Río de Janeiro y Recte Rempublican Gerere (Gestionar una cosa pública con rectitud), incluida en la orla, traduciendo la preocupación constante del hombre público de nuestro estado y coronado de una estrella de 5 puntas de plata, representando a la capital.
- Como soportes, un tallo de caña y un racimo de café frutado, de color natural, colocados, respectivamente, en la izquierda y derecha del escudo, representando los principales productos de la tierra.
- Listón de plata con la inscripción – "ESTADO do RIO de JANEIRO" ("Estado de Río de Janeiro"), en negro.
- Como timbre la estrella Delta, de plata, representante del Estado de Río, en la Bandera Nacional.

## Símbolos anteriores
En algún momento próximo a la Proclamación de la República, el Estado de Río de Janeiro ha adoptado un escudo de armas muy similar al actual - con pequeñas diferencias, como los colores, posición de la estrella (que estaba dentro del escudo, sobre el Dedo de Dios), posición del águila, entre otras. En 1937, durante el gobierno de Vargas, fue redactada una nueva constitución, que prohibió simbologías estatales. Entre 1937 y 1962, el Estado de Río de Janeiro no tuvo, oficialmente, escudos o banderas.

## Colores
El gobierno del estado especifica los siguientes colores, en el sisitema CMYK, para confección del blasón:

Cian: 100%     60%     40%
Amarillo: 100%
Magenta: 60%     60%     10%
Plata: 100%
Negro: 100%

- Datos: Q9666066